# Metal Gear Solid 3: Snake Eater
Metal Gear Solid 3: Snake Eater je akční stealth adventura z roku 2004, kterou vyvinula a vydala společnost Konami pro PlayStation 2. Hra byla vydána koncem roku 2004 v Severní Americe a Japonsku a začátkem roku 2005 v Evropě a Austrálii. Jedná se o pátou hru ze série Metal Gear, kterou napsal a režíroval Hideo Kodžima, a slouží jako prequel celé série Metal Gear.

## Příběh
Příběh se odehrává v roce 1964, 31 let před událostmi z původního Metal Gearu, a soustředí se na agenta FOX s kódovým označením Naked Snake, který se pokouší zachránit ruského raketového vědce Nikolaje Stěpanoviče Sokolova, sabotovat experimentální superzbraň a zavraždit svého bývalého šéfa.
Zatímco předchozí hry se odehrávaly převážně v městském prostředí, Snake Eater přebírá prostředí sovětské džungle 60. let minulého století, přičemž high-tech atributy blízké budoucnosti z předchozích her Metal Gear Solid nahrazuje divočina. I když se prostředí změnilo, hra se nadále soustředí na stealth a infiltraci, přičemž si zachovává sebereferenční smysl pro humor, který v sérii boří čtvrtou stěnu. Příběh hry Snake Eater je vyprávěn prostřednictvím četných cutscén a rádiových rozhovorů.

## Další vydání a odkaz v kultuře
Rozšířená edice s názvem Metal Gear Solid 3: Subsistence vyšla v Japonsku koncem roku 2005, v Severní Americe, Evropě a Austrálii pak v roce 2006. Remasterovaná verze hry s názvem Metal Gear Solid 3: Snake Eater - HD Edition byla později součástí Metal Gear Solid HD Collection pro PlayStation 3, Xbox 360 a PlayStation Vita, zatímco přepracovaná verze s názvem Metal Gear Solid: Snake Eater 3D vyšla v roce 2012 pro Nintendo 3DS.
HD edice hry byla 24. října 2023 zařazena na kompilaci Metal Gear Solid: Master Collection Vol. 1 pro Nintendo Switch, PlayStation 4, PlayStation 5, Windows a Xbox Series X/S.
Hra Metal Gear Solid 3, která je považována za jednu z nejlepších videoher všech dob, se setkala s příznivým přijetím kritiky a byla komerčně úspěšná. Od března 2010 se jí celosvětově prodaly více než čtyři miliony kopií.

## Remake
Na srpen 2025 je plánován remake hry s názvem Metal Gear Solid Delta: Snake Eater.